# Олдамбт (община)
Олдамбт (нидерл. Oldambt) — община на севере Нидерландов, в провинции Гронинген. Образована 1 января 2010 года путём объединения бывших общин Рейдерланд, Схемда и Винсхотен.